# Élections régionales de 2013 en Bavière
Les élections régionales de 2013 en Bavière (en allemand : Landtagswahl in Bayern 2013) se sont tenues le 15 septembre 2013, afin d'élire les cent quatre-vingt députés de la dix-septième législature du Landtag de Bavière, pour un mandat de cinq ans.
Le scrutin est marqué par la victoire de l'Union chrétienne-sociale en Bavière (CSU). 
Le 10 septembre 2013, le conservateur Horst Seehofer est réinvesti ministre-président du Land.

## Principaux partis
| Parti | Parti                                                                      | Chef de file                          | Score en 2008              |
| ----- | -------------------------------------------------------------------------- | ------------------------------------- | -------------------------- |
|       | Union chrétienne-sociale en Bavière Christlich-Soziale Union in Bayern     | Horst Seehofer (Ministre-président)   | 43,4 % des voix 92 députés |
|       | Parti social-démocrate d'Allemagne Sozialdemokratische Partei Deutschlands | Christian Ude                         | 18,6 % des voix 39 députés |
|       | Électeurs libres Freie Wähler                                              | Hubert Aiwanger                       | 10,2 % des voix 21 députés |
|       | Alliance 90 / Les Verts Bündnis 90/Die Grünen                              | Theresa Schopper (de)                 | 9,4 % des voix 19 députés  |
|       | Parti libéral-démocrate Freie Demokratische Partei                         | Martin Zeil (Vice-Ministre-président) | 8,0 % des voix 16 députés  |
|       | Die Linke                                                                  | Brigitte Wolf                         | 4,3 % des voix 0 députés   |

## Mode de scrutin

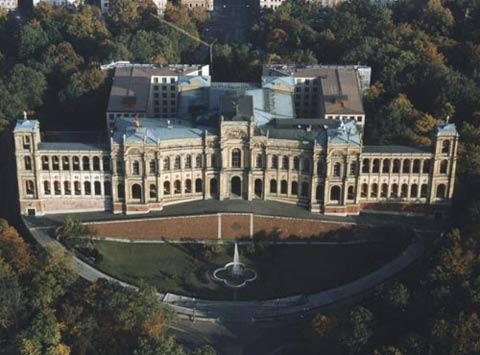
Le Maximilianeum, siège du Landtag de Bavière, à Munich.

Le Landtag est constitué de 180 députés (en allemand : Mitglied des Landtags, MdL), élus pour une législature de cinq ans au suffrage universel direct et suivant le scrutin proportionnel de Hare/Niemayer.
Chaque électeur dispose de deux voix : la première (en allemand : Erststimme) lui permet de voter pour un candidat de sa circonscription uninominale selon les modalités du scrutin uninominal majoritaire à un tour, le Land comptant un total de 90 circonscriptions ; la seconde voix (en allemand : Zweitstimme) lui permet de voter en faveur d'une liste de candidats présentée par un parti au niveau du district ou d'indiquer sa préférence pour un candidat de cette liste, le suffrage étant également attribué à la liste.
Lors du dépouillement, l'intégralité des 180 sièges est répartie à la proportionnelle sur la base du total résultant de l'addition des premières et secondes voix, à condition qu'un parti ait remporté 5 % des voix au niveau du Land. Si un parti a remporté des mandats au scrutin uninominal, ses sièges sont d'abord pourvus par ceux-ci. Les mandats pourvus par les candidats présents sur les listes sont prioritairement attribués à ceux ayant reçu le plus de votes de préférence.
Dans le cas où un parti obtient plus de mandats au scrutin uninominal que la proportionnelle ne lui en attribue, la taille du Landtag est augmentée jusqu'à rétablir la proportionnalité.

## Résultats
|                                   | Union chrétienne-sociale en Bavière (CSU) | Union chrétienne-sociale en Bavière (CSU) | 2 754 256 | 46,49 | 89        | 1             | 2 882 169 | 48,87 | 12 | 5 636 425  | 47,68 | 101 | 9             |  |  |  |
|                                   | Parti social-démocrate d'Allemagne (SPD)  | Parti social-démocrate d'Allemagne (SPD)  | 1 208 444 | 20,40 | 1         | en stagnation | 1 228 957 | 20,84 | 41 | 2 437 401  | 20,62 | 42  | 3             |  |  |  |
|                                   | Électeurs libres (FW)                     | Électeurs libres (FW)                     | 580 701   | 9,80  | 0         | en stagnation | 481 852   | 8,17  | 19 | 1 062 553  | 8,99  | 19  | 2             |  |  |  |
|                                   | Alliance 90 / Les Verts (Grünen)          | Alliance 90 / Les Verts (Grünen)          | 522 317   | 8,82  | 0         | en stagnation | 497 056   | 8,43  | 18 | 1 018 652  | 8,62  | 18  | 1             |  |  |  |
|                                   | Parti libéral-démocrate (FDP)             | Parti libéral-démocrate (FDP)             | 195 920   | 3,31  | 0         | en stagnation | 194 118   | 3,29  | 0  | 389 584    | 3,30  | 0   | 16            |  |  |  |
|                                   | Die Linke                                 | Die Linke                                 | 128 089   | 2,16  | 0         | en stagnation | 123 008   | 2,09  | 0  | 251 097    | 2,12  | 0   | en stagnation |  |  |  |
|                                   | Parti bavarois (BP)                       | Parti bavarois (BP)                       | 137 323   | 2,32  | 0         | en stagnation | 110 177   | 1,87  | 0  | 247 500    | 2,09  | 0   | en stagnation |  |  |  |
|                                   | Parti écologiste-démocrate (ÖDP)          | Parti écologiste-démocrate (ÖDP)          | 127 361   | 2,15  | 0         | en stagnation | 112 064   | 1,90  | 0  | 239 425    | 2,03  | 0   | en stagnation |  |  |  |
|                                   | Parti des pirates (PIRATEN)               | Parti des pirates (PIRATEN)               | 121 266   | 2,05  | 0         | Nv.           | 113 140   | 1,92  | 0  | 234 406    | 1,98  | 0   | Nv.           |  |  |  |
|                                   | Les Républicains (REP)                    | Les Républicains (REP)                    | 62 133    | 1,05  | 0         | en stagnation | 55 585    | 0,94  | 0  | 117 718    | 1,00  | 0   | en stagnation |  |  |  |
|                                   | Autres                                    | Autres                                    | 86 167    | 1,45  | 0         | en stagnation | 99 509    | 1,69  | 0  | 185 676    | 1,57  | 0   | en stagnation |  |  |  |
|                                   |                                           |                                           |           |       |           |               |           |       |    |            |       |     |               |  |  |  |
| Votes valides                     | Votes valides                             | Votes valides                             | 5 923 977 | 98,65 |           |               | 5 897 815 | 98,22 |    | 11 821 792 | 98,41 |     |               |  |  |  |
| Votes blancs et nuls              | Votes blancs et nuls                      | Votes blancs et nuls                      | 80 822    | 1,35  | 106 755   | 1,78          | 187 577   | 1,59  |    |            |       |     |               |  |  |  |
| Total                             | Total                                     | Total                                     | 6 004 799 | 100   | 90        | 1             | 6 004 570 | 100   | 90 | 12 009 369 | 100   | 180 | 7             |  |  |  |
| Abstentions                       | Abstentions                               | Abstentions                               | 3 437 214 | 36,40 |           |               | 3 437 443 | 36,41 |    |            |       |     |               |  |  |  |
| Nombre d'inscrits / participation | Nombre d'inscrits / participation         | Nombre d'inscrits / participation         | 9 442 013 | 63,60 | 9 442 013 | 63,59         |           |       |    |            |       |     |               |  |  |  |